# Valentin de Vargas
Valentin de Vargas, född Albert Charles Schubert 27 april 1935 i Albuquerque, New Mexiko, död 10 juni 2013 i Tulsa, Oklahoma, var en amerikansk skådespelare.
Valentin de Vargas hade bland annat roller i Orson Welles En djävulsk fälla (1958) samt i John Sturges Sju vågade livet (1960).